# Innozenz von Berzo
Innozenz von Berzo (* 19. März 1844 in Niardo, Italien als Giovanni Scalvinoni; † 3. März 1890 in Bergamo) ist ein Seliger der römisch-katholischen Kirche.

## Leben
Innozenz von Berzo besuchte eine Kapuzinerschule und studierte anschließend die Fächer Katholische Theologie und Philosophie in Brescia. 1867 empfing er das Sakrament der Priesterweihe und wurde zum Kaplan in Berzo ernannt. Anschließend trat er in den Kapuzinerorden ein und kümmerte sich besonders um die Anliegen der kranken Menschen. Sein Lebenswandel war gekennzeichnet von demütiger Gottergebenheit und einer tiefen Liebe zum Bußsakrament. Er starb am 3. März 1890 in Bergamo und wurde auf Drängen der Bevölkerung in der Pfarrkirche von Berzo bestattet. Papst Johannes XXIII. sprach ihn am 12. November 1961 selig.